# Pachydactylus austeni
Pachydactylus austeni är en ödleart som beskrevs av  Hewitt 1923. Pachydactylus austeni ingår i släktet Pachydactylus och familjen geckoödlor. Inga underarter finns listade i Catalogue of Life.